# Axel Chenon
Axel Valfrid Chenon, född 19 januari 1823 i stadsförsamlingen i Karlstad, död 30 maj 1906 på  Billingsfors sjukstuga, Laxarby församling, Dalsland (kbf Ärtemarks församling) var en svensk direktör och riksdagsman.
Chenon var sågverksägare och verkställande direktör vid Dalslands kanal.
Han var ledamot av andra kammaren 1867–1870 som representant för Tössbo och Vedbo domsagas valkrets. Han efterträddes i valkretsen av August Wilhelm Westerdal.